# Lebia grandis
Espèce
Lebia grandis est une espèce d'insectes coléoptères de la famille des Carabidae, originaire d'Amérique du Nord.
C'est, au stade adulte, un prédateur spécialisé des œufs et des larves d'un autre coléoptère, le doryphore de la pomme de terre (Leptinotarsa decemlineata), tandis que ses larves sont des parasitoïdes obligatoires des pupes du doryphore.